# Orolestes durga
Orolestes durga – gatunek ważki z rodziny pałątkowatych (Lestidae).